# Tadeusz Sendzimir
Tadeusz Sendzimir pol. Tadeusz Sędzimir (ur. 15 lipca 1894 we Lwowie, zm. 1 września 1989 w Jupiter na Florydzie) – polski inżynier i wynalazca zwany „Edisonem metalurgii”. Najbardziej znany z trzech wynalazków: metody ciągłego cynkowania ogniowego (znanej współcześnie jako proces Sendzimira), linii produkcyjnej do ciągłego walcowania blachy na zimno oraz tzw. walcarki planetarnej.

## Rodzina
Urodził się we Lwowie. Był synem Kazimierza Sędzimira urzędnika państwowego w biurze nadzoru kopalń soli oraz Wandy z Jaskłowskich. Oboje rodzice po edukacji w Krakowie i Wiedniu osiedlili się na stałe we Lwowie. Tadeusz był najstarszym z czworga rodzeństwa, we Lwowie ukończył IV Gimnazjum Klasyczne i Wydział Mechaniczny Politechniki Lwowskiej. Był dwukrotnie żonaty: w latach 1922–1942 z Rosjanką Barbarą Alferieff – mieli syna Michała (inżyniera), od 1945 z Francuzką Berthą Madelaine Bernoda – mieli synów: Stanisława (śpiewaka), Jana Piotra (ekologa), i córkę Wandę (dziennikarkę).

## Kariera zawodowa
Podczas I wojny światowej pracował w kijowskich warsztatach samochodowych, a następnie w Rosyjsko-Amerykańskiej Izbie Handlowej, gdzie płynnie opanował język angielski oraz rosyjski. Pod koniec wojny wyjechał przez Władywostok do Szanghaju, gdzie założył fabrykę śrub, drutu i gwoździ.
W roku 1929 na krótko wyjechał do USA, gdzie zaprojektował linię galwanizacyjną w Butler w Pensylwanii. Rok później powrócił do Polski. W 1932 w Nowym Bytomiu uruchomiono walcarkę według jego pomysłu, a w 1933 w Kostuchnie (obecnie dzielnica Katowic) zbudował cynkownię stosującą pierwszą w świecie linię technologiczną ciągłego wyżarzania i cynkowania blach stalowych na skalę przemysłową według tzw. procesu Sendzimira, którego był wynalazcą. Zakład ten po raz pierwszy umożliwiał cynkowanie w sposób, który nie generował trujących oparów i wyziewów kwasów. Prezydent Mościcki, który również był wynalazcą i z wykształcenia chemikiem, zwiedzając Kostuchnę stwierdził zdziwiony – „To nie cynkownia, to sanatorium”. W maju 1934 opracował i uruchomił w Hucie Pokój oryginalną linię produkcyjną do ciągłego walcowania blach cienkich na zimno wedle własnego pomysłu. Cały proces oparty był na walcowaniu blachy z równoczesnym jej rozciąganiem. Dzięki konstrukcji opracowanej przez wynalazcę grubość blachy można było zmniejszyć w procesie ciągłego walcowania z 6 mm do 0,1 mm; czyli ok. 60 razy. Linia pracowała przez kilkadziesiąt lat, produkując początkowo 400 ton blachy miesięcznie, by po ulepszeniach osiągnąć tuż przed wybuchem wojny wydajność 1000 ton.

Schemat walcarki do walcowania twardych stali opatentowanej przez Tadeusza Sendzimira

Jego wynalazek spotkał się z olbrzymim zainteresowaniem za granicą. W 1935 roku walcownię i cynkownię pomysłu Sendzimira zakupiła francuska Fabrique de Fer de Maubeuge, instalując ją we francuskim mieście Louvroil. Podobnego zakupu dokonała inna francuska firma Chatillon Commentry oraz angielska firma John Summers. W 1938 roku kolejną licencję zakupiła amerykańska firma Armco Steel, piąta na świecie potęga przemysłu stalowego. Nadzorując instalacje urządzeń według swoich pomysłów, Tadeusz Sendzimir w 1935 roku wyjechał do Paryża, a w 1938 do USA, tam zastał go wybuch II wojny światowej. Po wojnie pozostał na emigracji, gdzie nadal prowadził swą firmę specjalizującą się w projektowaniu maszyn do obróbki metalu. Był posiadaczem 120 patentów w górnictwie i metalurgii, z czego 73 w USA. Należał do znanych inżynierów polskiej emigracji. We wczesnych latach 80. ponad 90% światowej stali nierdzewnej przechodziło przez proces Sendzimira.
W Stanach Zjednoczonych Sędzimir zrealizował swój trzeci najbardziej znany wynalazek, tzw. walcarkę planetarną, umożliwiającą walcowanie na gorąco. Urządzenie dzięki układowi małych walców roboczych toczących się po dużych, wspierających walcach umożliwia w jednym przejściu zmienienie 200-milimetrowego bloku w 2-milimetrową blachę. Uproszczało to znacznie technikę walcowania wymagającą wielokrotnych przejść materiału do uzyskania takiego samego stopnia rozwalcowania. Pomysł został uznany za rewolucyjny i doczekał się szeregu wdrożeń w fabrykach amerykańskich, angielskich, szwedzkich, kanadyjskich i japońskich.
W początkowych czasach komunizmu jego nazwisko nie było jednak wymieniane w polskich encyklopediach pomimo wielu zasług oraz międzynarodowych sukcesów wielu jego wynalazków. Zmieniło się to dopiero po dojściu do władzy Edwarda Gierka. Pod koniec życia założył wraz z żoną Fundację Sendzimira, która do dzisiaj propaguje zasady zrównoważonego rozwoju w Polsce. Dziś fundacja jest prowadzona m.in. przez jego syna, Jana Sendzimira.
Tadeusz Sendzimir zmarł wskutek udaru, został pochowany na cmentarzu w Bethlehem pod Waterbury (Connecticut) w trumnie z ocynkowanej stali, sporządzonej ściśle według jego technologii.

## Ordery i odznaczenia
- Krzyż Oficerski Orderu Odrodzenia Polski (1973)
- Komandoria Orderu Zasługi PRL (1983)
- Złoty Krzyż Zasługi (11 listopada 1936)[9]

## Tytuły i wyróżnienia
- w 1949 roku Amerykański Instytut Cynkowania nadał mu odznaczenie za „fundamentalne osiągnięcia w sztuce cynkowania”.
- w 1964 otrzymał Złoty Medal Międzynarodowego Zrzeszenia Galwanizatorów.
- w 1965 Złoty Medal Brytyjskiego Instytutu Żelaza i Stali im. Bessemera.
- w 1973 roku Senat Akademii Górniczo-Hutniczej w Krakowie nadał mu tytuł doktora honoris causa[10].
- w Szwecji przyznano mu Złoty Medal Brinella przyznawany przez Akademię Nauk Technicznych.
- w 1985 Institute of Materials, Minerals and Mining przyznał mu złoty medal im. Bessemera za innowacje.

## Upamiętnienie
- W 1989 roku został nakręcony dokumentalny film telewizyjny Sendzimir o jego życiu i działalności.
- 4 maja 1990 Kombinatowi Metalurgicznemu w Nowej Hucie nadano nazwę Huta im. T. Sendzimira, zwanej dawniej Hutą im. Lenina.
- Od 1999 roku Stowarzyszenie Polskich Wynalazców i Racjonalizatorów nadaje czołowym wynalazcom i twórcom postępu technicznego w Polsce Honorowy Medal im. Tadeusza Sendzimira.

## Opinie o Sendzimirze
W końcu lat 50. jedno z pism branży stalowej „Metal Bulletin”, przedstawiając sylwetkę Tadeusza Sendzimira, oceniało: „Wielu fachowców dało swe nazwiska poszczególnym fazom procesów metalurgicznych, ale nieliczni z nich osiągnęli taką sławę jak Bessemer, Thomas czy Siemens. W ciągu ostatnich dwudziestu lat pojawiło się nowe nazwisko, które powinno być niewątpliwie dodane do tych gigantów: nazwisko Sendzimira. Ten niezwykły wynalazca jest bowiem autorem trzech fenomenalnych procesów technologicznych...”